# Đồng hồ Bảo Đại

Chiếc Rolex Reference 6062 "Bao Dai" là chiếc duy nhất được đính kim cương ở số chẵn

Chiếc đồng hồ "Reference 6062" mang tên "Bao Dai" là một chiếc đồng hồ của hãng Rolex từng thuộc sở hữu của vua Bảo Đại, vị hoàng đế cuối cùng của Việt Nam. Vào ngày 14 tháng 5 năm 2017, tại buổi đấu giá đồng hồ Phillips Geneva Watch Auction tại Genève, Thụy Sĩ, chiếc đồng hồ từng thuộc sở hữu của cựu hoàng Bảo Đại đã chính thức trở thành chiếc Rolex đắt nhất trong lịch sử đấu giá khi được bán với giá 5.060.427 đô la Mỹ.

## Thiết kế
Reference 6062 được sản xuất vào năm 1952, thuộc dòng "Triple Calendar" với lịch Mặt trăng (Âm lịch) bằng vàng và là một trong ba mẫu có mặt số màu đen với kim cương trang trí. Trong đó, chiếc "Bao Dai" là mẫu duy nhất được đính kim cương vào những giờ chẵn. Chiếc đồng hồ 6062 dây Oyster mặt đen nạm 5 viên kim cương. Phần vỏ còn được trang bị thêm tính năng chống nước đặc biệt mang tên Oyster, mang tính biểu tượng của những chiếc đồng hồ Rolex hạng sang. Chiếc đồng hồ có kích thước mặt 36 mm, có phần vỏ và dây đeo làm bằng vàng 18k.

## Đồng hồ Bảo Đại
Chiếc đồng hồ được Bảo Đại, khi đó là Quốc trưởng Quốc gia Việt Nam, mua vào năm 1954 trong khi tham dự các cuộc đàm thoại hòa bình của Hội nghị Genève được tổ chức tại khách sạn Hotel de Bergues ở Genève. Bảo Đại đến nhà bán lẻ đồng hồ Rolex Chronometrie Philippe Beguin nằm đối diện khách sạn và yêu cầu muốn mua chiếc đồng hồ đắt nhất mà họ có. Được cửa hàng giới thiệu một số mẫu đồng hồ đặc biệt nhưng không có chiếc nào khiến Bảo Đại hài lòng. Vì vậy, nhà bán lẻ đã liên hệ cho hãng Rolex nằm ngay bên ngoài thị trấn và họ đã bán cho ông chiếc đồng hồ tốt nhất mà họ có, đó là chiếc "Reference 6062".
Chiếc đồng hồ thuộc sở hữu của Bảo Đại tới khi ông qua đời năm 1997. Một người con của ông đã thừa kế và cất giữ chiếc đồng hồ này tại một ngân hàng ở Paris, Pháp. Năm 2002, người con trai đã bán nó cho một nhà sưu tập người Ý với mức giá 235.000 đô - mức giá kỷ lục lúc bấy giờ.

## Bán đấu giá
Trước khi buổi bán đấu giá diễn ra vào ngày 13 và 14 tại Hôtel La Réserve, tại Genève, Thụy Sĩ, giá bán của chiếc đồng hồ "Bảo Đại" được tạp chí Forbes dự đoán là sẽ vượt ngưỡng 1,5 triệu đô la Mỹ. Cũng theo Forbes, chiếc Rolex "Bảo Đại" sẽ là nhân vật chính của buổi đấu giá 7 chiếc đồng hồ Rolex "đắt giá và được săn tìm nhất thế giới". Theo nhiều chuyên gia về cổ vật, chiếc Rolex "Bảo Đại" là chiếc đồng hồ tinh xảo nhất từng được Rolex chế tạo.
Tại buổi đấu giá, chiếc đồng hồ được đưa ra bán đấu giá với mức giá khởi điểm 2,5 triệu franc. Một nhà sưu tập giấu tên đã trở thành chủ sở hữu mới của đồng hồ này sau khi trả 5.060.427 đô la. Qua đó, chiếc đồng hồ Bảo Đại một lần nữa trở thành chiếc đồng hồ Rolex đắt nhất được bán đấu giá, phá vỡ kỷ lục 2.402.600 đô la của chiếc "4113 Split Seconds Chronograph" được thiết lập 12 tháng trước đó.